# Firepower (Album)
Firepower ist das 18. Studioalbum der britischen Rockband Judas Priest, das im März 2018 erschien.

## Entstehung und Veröffentlichung
Die Erstveröffentlichung von Firepower erfolgte am 9. März 2018 bei Columbia Records. Das Album erschien in seiner Originalausführung als CD (Katalognummer: 19075804832) und LP (Katalognummer: 19075804871) sowie zum Download und Streaming mit 14 Titeln. Am 27. Juli desselben Jahres erschien die sogenannte „Tour Edition“, die um eine 7″-Single mit Lightning Strike und eine Liveversion zu Living After Midnight erweitert wurde (Katalognummer: 19075868202).
Geschrieben wurden alle Lieder gemeinsam von den drei Judas-Priest-Mitgliedern Rob Halford, Richie Faulkner und Glenn Tipton. Für die Produktion aller Lieder zeichneten gemeinsam Tom Allom und Andy Sneap verantwortlich. Allom fungierte dabei erstmals wieder seit 1988 als Produzent. Sneap war zugleich, gemeinsam mit Mike Exeter, als Toningenieur tätig.

## Titelliste
| Nr.          | Titel                    | Länge |
| ------------ | ------------------------ | ----- |
| 1.           | Firepower                | 3:27  |
| 2.           | Lightning Strike         | 3:29  |
| 3.           | Evil Never Dies          | 4:23  |
| 4.           | Never the Heroes         | 4:23  |
| 5.           | Necromancer              | 3:33  |
| 6.           | Children of the Sun      | 4:00  |
| 7.           | Guardians (Instrumental) | 1:06  |
| 8.           | Rising from Ruins        | 5:23  |
| 9.           | Flame Thrower            | 4:34  |
| 10.          | Spectre                  | 4:24  |
| 11.          | Traitors Gate            | 5:43  |
| 12.          | No Surrender             | 2:54  |
| 13.          | Lone Wolf                | 5:09  |
| 14.          | Sea of Red               | 5:51  |
| Gesamtlänge: | Gesamtlänge:             | 58:10 |

## Firepower Tour
Im Frühjahr 2018 ging die Band auf Nordamerika-Tour, die später unter anderem auch in Europa fortgesetzt wurde. Bei der Firepower Tour 2018 spielte Sneap für den an Parkinson erkrankten Glenn Tipton die Gitarre.

## Rezensionen
Sebastian Kessler schrieb im Metal Hammer: „Obwohl also im Mittelteil zwei, drei Songs weniger dem Album gutgetan und Judas Priest manchen Gänsehautmoment treffender hätten herausarbeiten können, liefern die Urgesteine mit Firepower ein solides und abwechslungsreiches Priest- sowie schlicht sehr gutes, klassisches Heavy-Metal-Album, das nicht an Band-Klassiker heranragt, aber ausreichend Zündstoff für die nächsten Live-Jahre bietet.“ Die Bewertung lag bei sechs von sieben Punkten. Der Metal Hammer wählte das Album auch zum Album des Jahres 2018.

## Kommerzieller Erfolg

### Chartplatzierungen
| ChartsChartplatzierungen       | Höchstplatzierung | Wochen |
| ------------------------------ | ----------------- | ------ |
| Deutschland (GfK)              | 2 (21 Wo.)        | 21     |
| Österreich (Ö3)                | 2 (11 Wo.)        | 11     |
| Schweiz (IFPI)                 | 2 (18 Wo.)        | 18     |
| Vereinigte Staaten (Billboard) | 5 (3 Wo.)         | 3      |
| Vereinigtes Königreich (OCC)   | 5 (3 Wo.)         | 3      |

| ChartsJahrescharts (2018) | Platzierung |
| ------------------------- | ----------- |
| Deutschland (GfK)         | 29          |
| Österreich (Ö3)           | 72          |
| Schweiz (IFPI)            | 49          |

### Auszeichnungen für Musikverkäufe
| Land/Region        | Auszeichnungen für Musikverkäufe (Land/Region, Auszeichnung, Verkäufe) | Verkäufe |
| ------------------ | ---------------------------------------------------------------------- | -------- |
| Deutschland (BVMI) | Gold                                                                   | 100.000  |
| Polen (ZPAV)       | Gold                                                                   | 10.000   |
| Insgesamt          | 2× Gold ·                                                              | 110.000  |